# Geraint Anderson
Geraint Anderson (* 1972 in Notting Hill, London) ist ein ehemals hochrangiger Investmentbanker, Kolumnist und  Sohn des britischen Labour-Abgeordneten Donald Anderson, Baron Anderson of Swansea. Er wurde bekannt für seine Kolumne in der Zeitung thelondonpaper, die er unter dem Pseudonym City Boy veröffentlichte. In dieser legte er die moralisch fragwürdigen Vorgänge und Einstellungen unter den Londoner Investmentbankern, den sogenannten city boys, offen. Für das Magazin Der Spiegel ist Anderson „so etwas wie ein Kronzeuge, der Auskunft gibt über Bankenkultur und den Stil, mit dem im bedeutendsten Finanzzentrum der Welt aus Geld Geld gemacht wurde.“

## Leben

### Herkunft und Bildung
Der dritte Sohn des Politikers Donald Anderson, Baron Anderson of Swansea und seiner Gattin Dorothy, einer Missionarstochter, wuchs bei seinen Eltern im Londoner Stadtteil Notting Hill auf, besuchte zunächst die lokale Fox School und später die Latymer Upper School in Hammersmith. Während einer einjährigen Auszeit in Asien lebte Anderson nach eigenen Angaben wie ein Hippie und konsumierte Cannabis. Danach machte er einen Abschluss in Geschichte am Queens’ College der University of Cambridge, und einen Master zum Thema Revolution an der Sussex University, um im Anschluss nach Goa zu reisen und vom Handel mit kleinen Schmuckartikeln zu leben.

### Karriere als Investmentbanker
Da Andersons Eltern mit seiner Lebensplanung nicht einverstanden waren, arrangierte 1996 sein älterer Bruder Hugh, der als Fondsmanager bei der niederländischen Investmentbank ABN Amro arbeitete, ein Vorstellungsgespräch für ihn. Anderson wurde in der Folge als Analyst für den Energiesektor eingestellt. Innerhalb von fünf Jahren stieg sein Jahreseinkommen von £24.000 auf £120.000; die Boni in seinen ersten drei Jahren betrugen £14.000, £55.000 und £140.000. 1997 wechselte er zu Société Générale, zwei Jahre später dann zur Commerzbank.
Ab dem Jahre 2000 hatte Anderson eine mit Erfolgen bestückte Einstellung bei Dresdner Kleinwort: Er wurde in zwei laufenden Jahren zum Top-Stock-Picker ernannt; mit der Ernennung zum Teamleader zur Analyse des Energiesektors erreichte das Team den zweiten Platz innerhalb seines Bereichs und Anderson selbst wurde unter einhundert Analysten als viertbester bewertet.

### City Boy
Nach einem Verkehrsunfall geriet Anderson in einen Gewissenskonflikt wegen seines Berufs. Angeregt durch eine ehemalige Kommilitonin, die nun bei der neugegründeten Gratiszeitung thelondonpaper arbeitete, begann er deshalb im dritten Quartal 2006 die enthüllende Kolumne City Boy zu schreiben, die sich innerhalb kurzer Zeit großer Beliebtheit erfreute. Erst am 18. Juni 2008, sieben Monate nachdem er seinen letzten Bonus über £500.000 zugesprochen bekommen hatte, gab er sich als Autor der Kolumne zu erkennen.
Seitdem tritt er sowohl im Radio als auch in Fernsehinterviews und durch verschiedene Publikationen als Kritiker der Londoner und der internationalen Finanzwelt auf. Auch hat er sich zuletzt karitativ betätigt.
Anderson wird mittlerweile als eine Art Prognostiker der Finanzkrise ab 2007 dargestellt. Der Spiegel zitiert eine Äußerung Andersons aus dem Jahr 2006: „Wenn dieses Kartenhaus einmal zusammenfällt, werden auch Menschen, die in gutem Glauben in scheinbar solide Fonds investiert haben, feststellen, dass sie genauso gut am Spieltisch ihr gesamtes Geld auf Schwarz hätten setzen können.“

## Werke
- Cityboy: Beer and Loathing in the Square Mile, Headline 2008, ISBN 0755346173
- Cityboy: Das Buch aus dem Herzen des Londoner Finanzdistrikts, Börsenmedien AG 2009, ISBN 3938350881